# Генрі (округ, Вірджинія)
Шаблон:StateAbbr_ 36°40′ пн. ш. 79°53′ зх. д. / 36.67° пн. ш. 79.88° зх. д.
Округ  Генрі (англ. Henry County) — округ (графство) у штаті  Вірджинія, США. Ідентифікатор округу 51089.

## Історія
Округ утворений 1777 року.

## Демографія
За даними перепису 2000 року загальне населення округу становило 57930 осіб, зокрема міського населення було 20391, а сільського — 37539. Серед мешканців округу чоловіків було 28238, а жінок — 29692. В окрузі було 23910 домогосподарств, 16953 родин, які мешкали в 25921 будинках. Середній розмір родини становив 2,87.
Віковий розподіл населення поданий у таблиці:
| Стать    | До 15 років | 15-21 | 22-29 | 30-39 | 40-49 | 50-65 | 65-85 | Понад 85 |
| -------- | ----------- | ----- | ----- | ----- | ----- | ----- | ----- | -------- |
| Чоловіки | 5425        | 2455  | 2787  | 4380  | 4256  | 5297  | 3369  | 269      |
| Жінки    | 5281        | 2280  | 2598  | 4420  | 4361  | 5698  | 4512  | 542      |

## Суміжні округи
- Мартінсвілл — анклав
- Франклін — північ
- Піттсильванія — схід
- Рокінґгем, Північна Кароліна — південь
- Стокс, Північна Кароліна — південний захід
- Патрік — захід

## Виноски
1. ↑  U.S. Decennial Census. United States Census Bureau. Архів оригіналу за 26 квітня 2015. Процитовано 3 січня 2014.
2. ↑  Historical Census Browser. University of Virginia Library. Архів оригіналу за 11 серпня 2012. Процитовано 3 січня 2014.
3. ↑  Population of Counties by Decennial Census: 1900 to 1990. United States Census Bureau. Архів оригіналу за 15 грудня 2013. Процитовано 3 січня 2014.
4. ↑  Census 2000 PHC-T-4. Ranking Tables for Counties: 1990 and 2000 (PDF). United States Census Bureau. Архів оригіналу (PDF) за 18 грудня 2014. Процитовано 3 січня 2014.
5. ↑  State & County QuickFacts. United States Census Bureau. Архів оригіналу за 7 червня 2011. Процитовано 3 січня 2014.(англ.) Наведено за англійською вікіпедією.
6. ↑  American FactFinder. Бюро перепису населення США. Архів оригіналу за 21 травня 2008. Процитовано 31 січня 2008.

| США | Це незавершена стаття з географії США. Ви можете допомогти проєкту, виправивши або дописавши її. |